# Mittelharte Holzfaserplatte
Eine  Mittelharte Holzfaserplatte (HFM; von engl. Medium-Hard-Fibreboard) ist eine Faserplatte mit einer Dichte 400 kg/m³  bis 900 kg/m³ und Dicken von 5 mm bis zu 16 mm.
Hergestellt wird die Platte aus Lignozellulosefasern wie Bagasse, Holz oder Stroh, wobei im Gegensatz zu den im Trockenverfahren hergestellten weichen, mitteldichten (MDF) und hochdichten (HDF) Faserplatten ein Nassverfahren ohne Klebstoffe zur Anwendung kommt. Sie findet Verwendung für Schalungen, Innenausbau, Türen, Möbel, Verpackungen. Aufgrund ihres Materials können die Platten zur Verarbeitung gebogen werden. Für Bauzwecke sind nur Platten mit einer Dichte ab 560 kg/m³ geeignet.
Die Herstellung erfolgt vorwiegend nach dem Nassverfahren. Die Platten weisen eine Siebmarkierung an der Rückseite auf, verursacht durch das Sieb, durch welches das Wasser abgepresst wurde. Der Zusammenhalt erfolgt vor allem durch Verfilzung der Fasern untereinander und durch geringe Zugaben von Bindemitteln. Weitere Zusatzstoffe können die Materialeigenschaften verbessern und das Verhalten der Platten etwa gegen Pilze, Feuer oder Wasser verbessern.